# 아소촌 (지바현)
아소촌(阿蘇村)은 지바현 인바군에 존재했던 촌이다. 현재의 야치요시의 동부에 해당한다.

## 지리
인바군 서부(서쪽 끝)에 위치하며 지바군과 접해 있다. 동서 약 3.5km, 남북 약 7.3km, 지형은 남쪽에서 북쪽으로 갈수록 점차 경사지는 지형이지만 대체로 평탄하다.
서쪽의 지바군 경계에 신강이 흘러 인바누마로 흘러든다. 요네모토에 히라사와 연못, 무라카미에 구로사와 연못이 있다. 인바늪과 신가와는 뱃길과 어업에 이용되며, 가을과 겨울에는 작은 새우를 그물로 잡아 식용으로 삼는다. 여름과 가을에는 연안의 농부들이 작은 배로 해조류를 긁어모아 비료로 사용한다. 

## 역사
- 1889년 4월 1일 - 정촌제 시행에 수반해 인바군 아소촌이 성립하였다.
- 1954년 9월 1일 - 지바군 야치요정에 편입해, 폐촌되었다.